# Pneumatika
A pneumatika sűrített levegő energiájával létrehozott mozgást jelent. A pneuma (görög szó), jelentése: lélegzés, levegő, és a kinematika (kinima görög szóból ered) jelentése: mozgás, mozgatás.

## Történelmi áttekintés
A sűrített levegő első felhasználására már az ókorban is találunk példákat, elsősorban fújtatók esetében. Később orgonák építésénél került előtérbe, majd ipari alkalmazása megjelent a bányászatban és a kohászatban is. 
A műszaki világban a 19. században kezdték széles körben alkalmazni sűrített levegős szerszámok, fúrók, kalapácsok, csőpostarendszerek és mozdonyok egyéb segédberendezéseként. A gépipar és automatizálás területét a 20. század közepétől hódította meg mint elengedhetetlen alkalmazás.

## Magyarországon
Az itt felsorolt vállalatok az állásos (kétállású) pneumatikus automatika elemeket gyártották.
Az egri Finomszerelvénygyár, a Mecman svéd céggel 1967. október 11-én kötötte meg azt a nemzetközi szerződést, amely hosszú távon megalapozta a pneumatika iparágat Magyarországon, azon belül Egerben. 
Az évek folyamán a gyártás több cég neve alatt futott:
- Finomszerelvénygyár Eger (1967–1990)
- Mecman Eger Kft. – Rexroth Mecman Kft. - Mannesman Rexroth Kft. (1990–2000)
- Bosch Rexroth Pneumatika Kft. (2001–2004)
- Aventics Hungary Kft. (2014–)

A gyártás 2017-ben, immár Aventics Hungary Kft. néven ünnepelte 50 éves fennállását.
A német Festo cég Magyarországon állásos és analóg automatikákban is több mint három évtizede szerepet vállal a pneumatika oktatásában és szerelvényeinek forgalmazásában.

## Sűrített levegő
A sűrített levegő valamilyen nyomásra sűrített légköri levegőt jelent, melynek növelt nyomása energiát tárol, így munkavégzésre alkalmas. A levegő sűrítése közben hő keletkezik, tágulásakor a levegő lehűl. A légköri nyomást a Földet körülvevő levegő tömege okozza, értéke nem állandó, nagysága függ a levegő sűrűségétől és a magasságtól. A normál légköri nyomást az időjárás által okozott ingadozások kiküszöbölésére a szabvány (ISO 2533:1975) viszonyítási értéket határozott meg. 
Tengerszinten meghatározott érték: 1013,25 mbar = 1013,25 hPa = 760 Torr 
A nyomás a viszonyítási pont függvényében az alábbiak szerint határozható meg: 
- 0    Abszolút nullpont
- 1    Légköri nyomás
- 2    Abszolút nyomás
- 3    Pozitív túlnyomás
- 4    Negatív túlnyomás (vákuum)

## Általános áttekintés
Minden pneumatikus rendszer 4 részegységből épül fel: 
- sűrített levegő előállítás,
- sűrített levegő kezelés,
- sűrített levegő elosztás és
- pneumatikus alkalmazás.

A levegő energiatartalma kompresszor segítségével lép magasabb szintre, majd szűrés és szárítás után léphet tovább a pneumatikus hálózat csövein keresztül a valós technikai alkalmazásba.
A pneumatikus alkalmazások a sűrített levegőt használják munkavégzéskor. Többnyire szelepek segítségével irányítható a nyomási energia a hengerek megfelelő kamráiba, ahol a dugattyúra kifejtett erő azt a megfelelő irányba mozdítja.

## Sűrített levegő előállítása
A légköri levegő sűrítésének eszköze a kompresszor. Széleskörűen elterjedt a dugattyús kivitelű kompresszor, de nagy mennyiségű sűrített levegő előállításához csavarkompresszorok alkalmazása gazdaságosabb. A kompresszorok a légköri levegőt szívják be, majd a térfogat csökkentésével megnövelik a nyomását és ezt a magasabb energia tartalmú közeget továbbítják a kipufogó nyitáson (szelepen) keresztül. Az iparban általánosan 6-10 bar túlnyomású levegő használata terjedt el, ezért a kompresszorok is ilyen érték közelében állítanak elő sűrített levegőt. A levegő a sűrítés közben felmelegszik és ez által nagyobb mértékben képes vizet megkötni.

## Sűrített levegő kezelése
A kompresszorokból kikerülő levegő nagy nyomásállósággal bíró tartályokban tárolható, de mielőtt ide kerülne, érdemes elvégezni a lehűtését, szárítását és szűrését. Ez azért fontos, mert a tartályban való lehűlés után a nedvességgel túltelített levegő eléri a harmatpontot és kiválik belőle a víz, ami a rendszerbe kerülve károkat okozhat. A mechanikus szűrés is elengedhetetlen a későbbi pneumatikus rendszer tömítéseinek élettartama szempontjából.

## Sűrített levegő elosztása
A sűrített levegő elosztása a kompresszortól a fogyasztóig csővezetékeken keresztül történik, hasonlóan, mint a vízvezeték hálózatban. Fontos, hogy a csövek átmérője elegendő legyen ahhoz, hogy az áramlási veszteségek minimalizálhatóak legyenek. Érdemes kerülni a szűk és éles hajlításokat a csőrendszerben, mert ez is jelentősen növeli az áramlási veszteséget. A csővezetékeket és a tároló tartályokat a nyomástartó edényekre vonatkozó biztonsági és tervezési előírások figyelembevételével lehet kialakítani.

## Pneumatikus alkalmazások
A pneumatikus alkalmazások leggyakoribb elemei a szelepek és a végrehajtó szervek (angolul: actuator).

## Pneumatikus szelepek
A szelepek feladata a sűrített levegő áramlásának vezérlése. Segítségükkel biztosítható, hogy a szükséges mennyiségű levegő a megfelelő időpontban a megfelelő berendezéshez jusson. A feladattól függően a szelepek kivitele a következő lehet:
- Útirány vezérlő szelep – a levegőáramlás kezdetét, végét és irányát határozza meg.
- Elzáró szelep – a levegőáramlást az egyik irányban zárja, a másik irányban nyitja.
- Áramló levegő mennyiségét meghatározó szelep – a levegő térfogatáramát határozza meg.
- Nyomást meghatározó szelep (nyomásszabályozó) – a levegő nyomását határozza meg.

## Pneumatikus végrehajtó szervek
A legelterjedtebb pneumatikus végrehajtó szerv a munkahenger, amely a dugattyú felületére ható nyomási energia felhasználásával hoz létre egyenes vonalú mozgást. Kialakítása alapján megkülönböztethető:
- Dugattyúrudas henger
- Membránhenger
- Tömlőhenger
- Dugattyúrúd nélküli henger
- Forgatóhenger

Működését tekintve lehet egyoldali működésű (rugó visszatérítéses) vagy kétoldali működésű. A henger legfőbb jellemzője a méret, mert a dugattyú átmérője az általa kifejthető erőhatást, a löket a munkavégzés nagyságát határozza meg. A forgó mozgást létrehozó végrehajtó szervek a légmotorok.
- A dugattyú mozgási sebességét fojtószeleppel lehet szabályozni.
- A dugattyú által kifejtett erőt nyomásreduktor segítségével lehet szabályozni.

Gyakori példa erre a dugattyús végrehajtó és a szelepes beavatkozó egység, amelyet így együtt végrehajtó–beavatkozó szervnek neveznek.

## A pneumatikus rendszerek jellemzői
- Hajtások nagy teljesítménysűrűsége
- Kis egységnyi teljesítményre jutó fajlagos tömeg, egyidejűleg nagy sebesség
- Jellegéből adódóan robbanásbiztos
- Külső hatásokra érzéketlen, pl.: hőmérséklet, szennyeződés, rezgések, nedvesség és elektromos mezők
- A munkavégző elemek túlterhelhetők
- Nincs szükség visszavezető ág kiépítésére
- Egyenesvonalú és forgómozgás egyszerűen megvalósítható
- A sebesség és az erő egyszerűen, fokozatmentesen változtatható
- Egyszerű karbantartás
- Drága az energia előállítása
- Nagyok a szállítási veszteségek
- A szivárgási veszteségek csökkentik a gazdaságosságot
- A levegő összenyomható, így a sebesség értéke terhelés függő

## Felhasználási területei
A műszaki élet majd minden területén lehet találkozni pneumatikus eszközzel, ennek köszönhetően a mindennapi életünkhöz szinte észrevétlenül kapcsolódik a pneumatika.
- Ipari alkalmazások
- Közlekedés (vasúti, légi, vízi)
- Bányászat
- Egészségügy
- Élelmiszeripar
- Építőipar
- Haditechnika
- Járműipar (elsősorban nehézgépjárművek)

A sűrített levegő képes akár járműmeghajtásra is, ezek a pneumobilok.

## Irányítástechnika

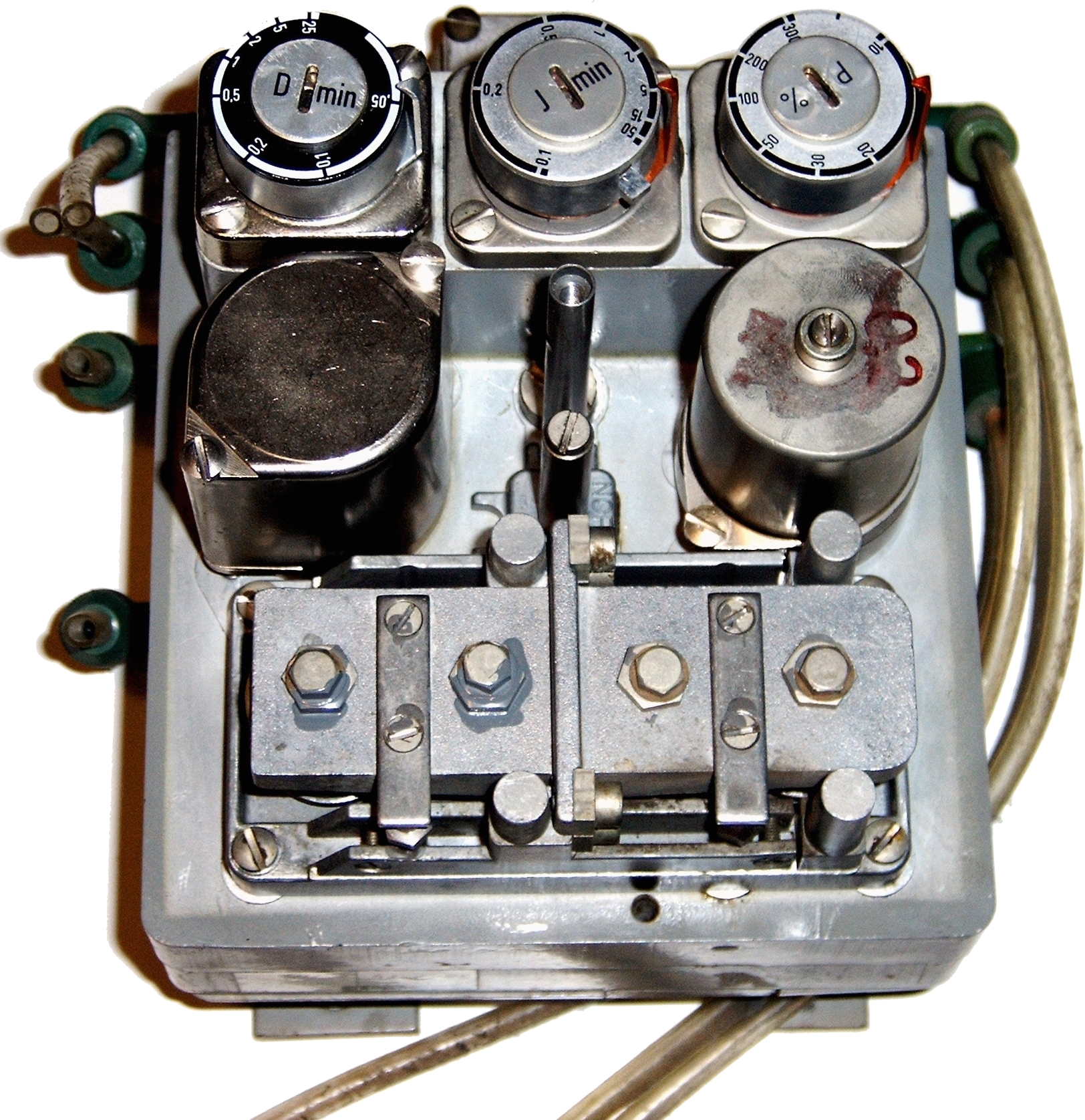
Pneumatikus PID szabályozó.
A három forgatógomb a P (átviteli tényező), valamint az I és a D (időállandó) értékét állítja be.

Pneumatikus automatika az irányítástechnikának az a részterülete, amely szabályozási és vezérlési feladatokkal foglalkozik, és főként állásos szabályozásként használjuk fel. Az irányítástechnika történetében arányos szabályozási körök is épültek ilyen eljárással. Ezeket a Mechanikai Mérőműszerek Gyára gyártotta. Az állásos irányítástechnikai rendszerek gyártója az Egri Finomszerelvénygyár volt, valamint a Festo termékeit elterjedten használták Magyarországon.

## Pneumatikus automatika
Az analóg pneumatikus irányítástechnika alkalmazásai egyre ritkábbak. Náluk a szabályozási (irányítási) kör minden elemét megpróbálták teljesen pneumatikus megoldásokkal megvalósítani. Volt tehát pneumatikus érzékelő, pneumatikus szabályozó, végrehajtó és beavatkozó szerv. A szabályozási kör jelei analógjai voltak a szabályozott jellemzőnek. Például a hőmérséklet nulla és száz fok közötti tartományát leképezték 0,2 és 1 bar túlnyomású értékre, teljesen lineáris megfeleltetéssel. Ez a rendszer hasonló a jelenleg is használt elektronikus analóg szabályozásokhoz, bár azokat is ma már digitális megvalósításban ismerjük.
Az állásos pneumatikus rendszerekhez egészen más rendszer hasonlítható: a hidraulikus automatika.

### Eltérések az analóg és az állásos pneumatikus automatika között
- Az olajozás. Az analóg pneumatikus automatikákban olajleválasztókat illesztettek a szűrőkbe, nehogy eltömítsék a rendszer keskeny fúvókáit és a fojtószelepeket.

Az állásos automatika rendszerek olajozást igényelnek; olajkenést, hogy csökkentsék az energiaveszteségeket.
- A jelszint. Az analóg rendszer a 0,2...1 bar közötti tartományt használta.

Az állásos automatikák a 6 bar túlnyomású szabványt használják. A jel kétértékű, például a nulla túlnyomás a nem logikai értéknek felel meg, a 6 bar túlnyomás az igen értéknek.
- Az analóg rendszerek tervezését és beállítását éppúgy kell végezni, ahogyan azt az elektronikus szabályozóknál szokásos. Így például a kompenzálás feladatát is.

Az állásos rendszerek tervezése hasonlóan folyik, ahogyan az áramútterveket tervezik az elektronikus vezérléseknél.
- Az analóg rendszerek általában zárt körű szabályozást valósítanak meg (closed loop control).

Az állásos rendszerek többnyire vezérlések megvalósítását szolgálják (open loop control).